# Coronel Oviedo

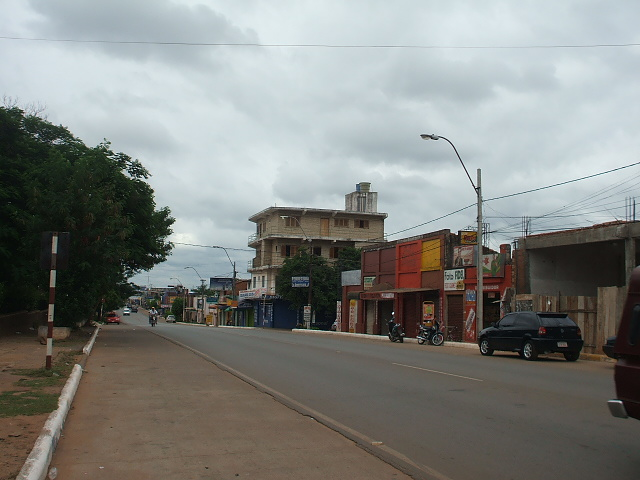

Coronel Oviedo – miasto w południowym Paragwaju, położone na wschód od Asunción. Ludność: 47,9 tys. (2002). Ośrodek administracyjny departamentu Caaguazú.
Coronel Oviedo zostało założone w 1758.
Miasto położone jest przy ważnej drodze samochodowej ze stolicy kraju Asunción na wschód do Ciudad del Este. Rozwinął się tutaj przemysł spożywczy (rafineria cukru) i drzewny. Miasto stanowi ośrodek handlu dla rolniczego regionu uprawy pszenicy, tytoniu, pomarańczy i trzciny cukrowej. Produkuje się tutaj również olejek aromatyczny z liści, gałązek i owoców gorzkiej pomarańczy.